# Xian de Xunke
Le xian de Xunke (逊克县 ; pinyin : Xùnkè Xiàn) est un district administratif de la province du Heilongjiang en Chine. Il est placé sous la juridiction de la ville-préfecture de Heihe.

## Démographie
La population du district était de 99 740 habitants en 1999.